# إيجرتون كاسل
إيجرتون كاسل (بالإنجليزية: Egerton Castle) (12 مارس 1858 - 16 سبتمبر 1920)؛ متخصص بالأثريات، مترجم، كاتب وروائي بريطاني.

## روابط خارجية
- إيجرتون كاسل على موقع قاعدة بيانات برودواي على الإنترنت (الإنجليزية)